# 張衡 (永樂進士)
张衡，字允平，直隶松江府上海县人。明朝政治人物。

## 生平
永乐十三年（1415年）乙未科进士。宣德年间，授监察御史，立朝不阿。上《澄清风纪疏》，忤旨，谪戍辽东。卒于戍所。其节操为尚书吴宽、詹事陆深所赞。